# Have You Met Inez Jones?
Have You Met Inez Jones? è un album discografico della cantante jazz statunitense Inez Jones, pubblicato dall'etichetta discografica Riverside Records nel marzo del 1958.

## Tracce

### LP
Lato A
1. Too Marvelous for Words – 2:15 (Mercer, Whiting)
2. Until the Real Thing Comes Along – 2:48 (Cahn, Chaplin, Freeman)
3. Since I Fell for You – 2:37 (Buddy Johnson)
4. Tangerine – 3:04 (Mercer, Schertzinger)
5. Where or When – 3:20 (Lorenz Hart, Richard Rodgers)
6. Dancing on the Ceiling – 2:51 (Lorenz Hart, Richard Rodgers)

Lato B
1. Moonlight in Vermont – 3:02 (Blackburn, Suessdorf)
2. Don't Worry 'Bout Me – 3:09 (Koehler, Bloom)
3. There's a Small Hotel – 2:41 (Lorenz Hart, Richard Rodgers)
4. Don't Take Your Love from Me – 2:06 (Henry Nemo)
5. Poor Butterfly – 1:50 (Golden, Hubbell)
6. Happy – 2:28 (Wyley, Kaplan)

- Il brano Poor Butterfly nella ristampa su CD è riportato come Big, Fat Butterfly

## Musicisti
Too Marvelous for Words / Until the Real Thing Comes Along / Since I Fell for You / Where or When / Dancing on the Ceiling / Moonlight in Vermont / Don't Worry 'Bout Me / Don't Take Your Love from Me / Poor Butterfly / Happy
- Inez Jones - voce
- Carl Perkins - pianoforte
- Oscar Moore - chitarra
- Curtis Counce - contrabbasso
- Bill Douglas - batteria

Tangerine / There's a Small Hotel
- Oscar Moore - chitarra ritmica, chitarra solo
- Leroy Vinnegar - contrabbasso[2]

Note aggiuntive
- Bill Grauer - produttore
- Paul Weller - fotografia copertina album originale
- Paul Bacon - design copertina album[3]